# Adiantum aneitense
Adiantum aneitense är en kantbräkenväxtart som beskrevs av Carr. Adiantum aneitense ingår i släktet Adiantum och familjen Pteridaceae. Inga underarter finns listade.